# 浦川原インターチェンジ
浦川原インターチェンジ（うらがわらインターチェンジ）は、新潟県上越市浦川原区山本にある上越魚沼地域振興快速道路（三和安塚道路）のインターチェンジであり、浦川原大橋によって国道253号に接続している。

## 道路
- 上越魚沼地域振興快速道路（三和安塚道路）

## 歴史
- 2010年（平成22年）3月13日 : 浦川原IC-安塚IC間開通に伴い供用開始

## 隣
上越魚沼地域振興快速道路（三和安塚道路）
三和IC（計画中） - 浦川原IC - 安塚IC